# Heyday Films
Heyday Films è una società inglese di produzione cinematografica, fondata dal produttore David Heyman a Londra nel 1997.
Il suo primo lungometraggio prodotto fu L'insaziabile, diretto da Antonia Bird. Tuttavia, la società è più nota per la produzione della serie cinematografica Harry Potter, basata sui romanzi di J. K. Rowling, che inizia con Harry Potter e la pietra filosofale nel 2001.
Il suo logo è stato presentato per la prima volta con Harry Potter e il calice di fuoco nel 2005. Tuttavia successivamente è stato modificato, e la prima apparizione del nuovo logo è stata nel film Il bambino con il pigiama a righe nel 2008.